# 페데리코 코만디노

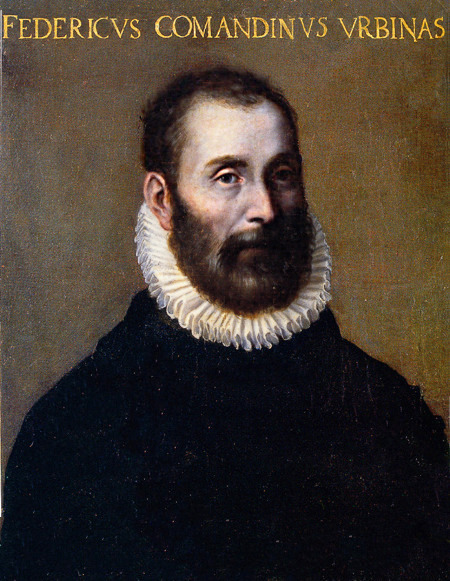

페데리코 코만디노(이탈리아어: Federico Commandino: 1509년 6월 16일~1575년 9월 5일)는 이탈리아의 인문주의자, 수학자이다.
우르비노 출신으로, 파도바와 페라라에서 수학하고 의학박사 학위를 받았다. 고대 그리스 수학자들의 작품을 복원, 라틴어와 이탈리아어로 번역한 활동으로 유명하다. 아르키메데스, 아리스타르코스, 팝보스, 프톨레마이오스, 아폴로니오스, 에우클레이데스의 저작들을 번역했는데, 그중에서도 특히 아르키메데스 복원작업이 중요했다. 공학자적 성격을 가지고 있던 아르키메데스는 사변적이고 비실용적이라는 점에서 르네상스의 난세에 무용하다는 도덕적 비판에 직면했던 아리스토텔레스에 대한 대체적 권위로서 유효했고 갈릴레오 갈릴레이에까지 이어지는 흐름을 형성했다.
코만디노에게 배운 사람으로는 귀도발도 델 몬테, 베르나르디노 발디 등이 있다. 동시대인인 천문학자 프랑기스코스 마브롤리코스와 서신교환도 했다.
무게중심에 대해 논하면서 사면체의 꼭짓점에서 대면으로 그은 네 개의 중선은 각 중선의 사분점에서 만난다는 코만디노의 정리를 밝혔다.